# 加西市立図書館
加西市立図書館（かさいしりつとしょかん）は、兵庫県加西市北条町北条28-1 アスティアかさいにある公共図書館。

## 歴史

### 加西郡立図書館
1900年（明治33年）には皇太子（後の大正天皇）の成婚を記念し、加西郡北条町に加西郡立図書館が設立された。1912年（大正元年）には加西郡内の自治体を巡回する巡回文庫が開始された。1916年（大正5年）には衆議院議員の横田孝史から約4,500冊の横田文庫が寄贈された。

### 加西市立図書館
1970年（昭和45年）4月、加西市北条町北条にあった加西市中央公民館（旧・北条町立北条中学校校舎）に加西市立図書館が開館した。
1980年（昭和55年）6月、北条町古坂1丁目に独立館を新築して移転した。総工費は6100万円であり、増田義雄（加西市名誉市民）からの寄付と国の補助金が充てられた。建物は鉄骨造平屋建であり、延床面積は621平方メートルだった。
2003年（平成15年）3月27日、北条鉄道北条線北条町駅前に開業した市街地再開発ビル「アスティアかさい」の3階と4階に移転した。

## 施設

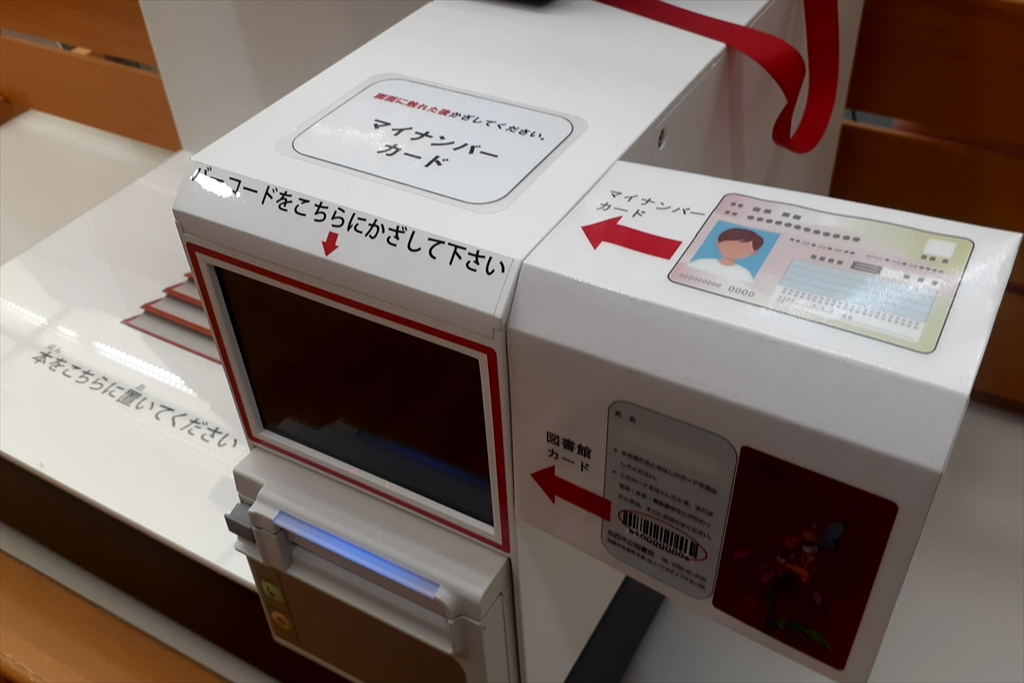
自動貸出機

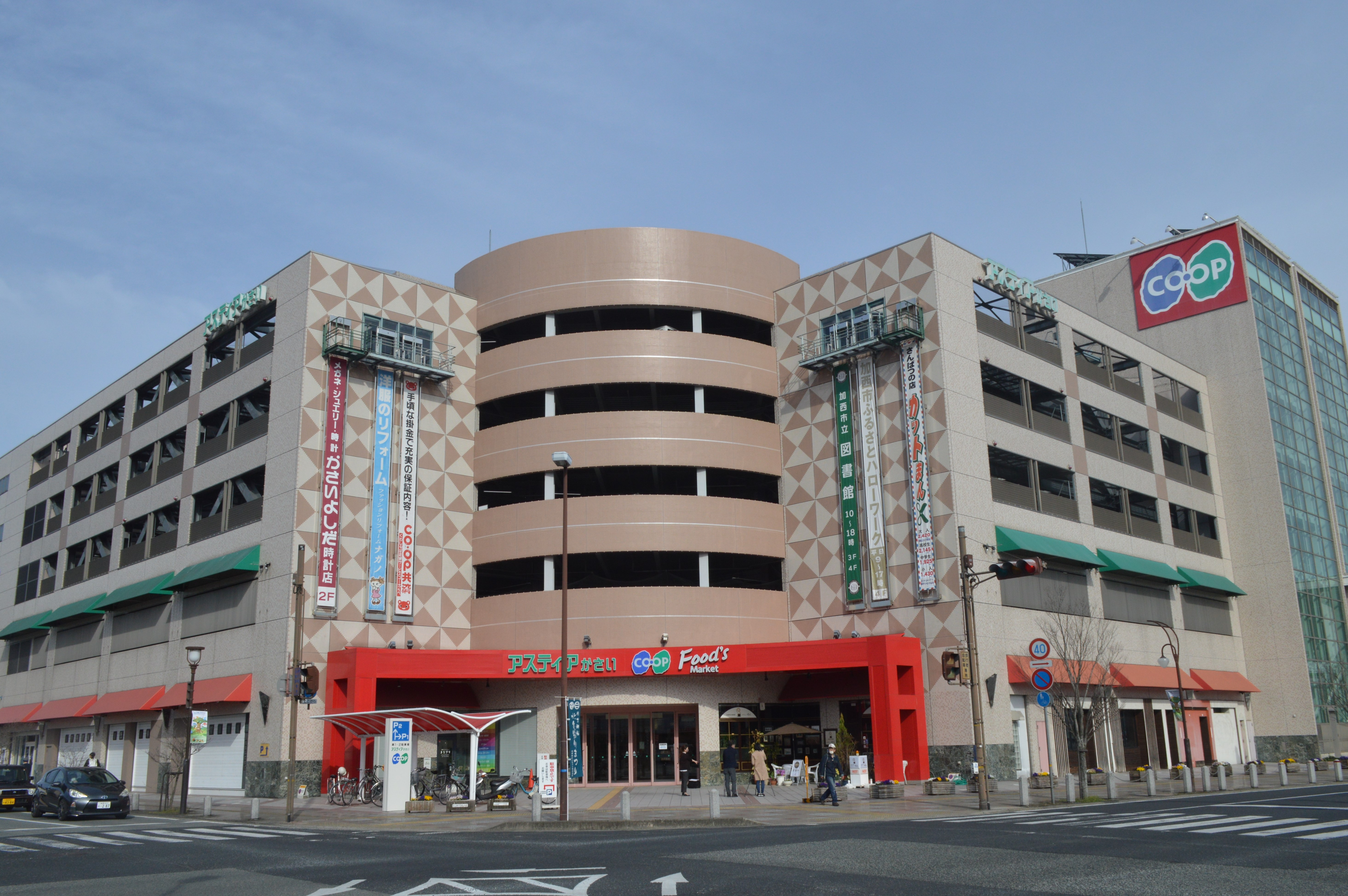
加西市立図書館が入るアスティアかさい

市街地再開発ビル アスティアかさいの3階と4階（面積3,292平方メートル）にある。アスティアかさいの3階には加西市が運営する多目的ホールのねひめホールがあり、当施設と機能を補完し合う関係にある。
インテリアは木製家具やフローリングの床など木を多く使用し、トップライトからは自然光を取り入れ、さらに展望図書コーナーや屋外テラスを設けている。3階は情報機能ゾーンとしての「動」の空間、4階は図書館としての「静」の空間とされている。
2021年（令和3年）3月には自動貸出機・自動返却機が導入された。

## 特色
2001年（平成13年）に策定された加西市の長期総合計画「第4次加西市総合計画」の基本目標「花と歴史と愛のまち・かさい」を図書館づくりのテーマとしている。
蔵書においては、園芸・ガーデニング関係の本の収集が活発である。また館内には加西市出身の絵本作家永田萠の作品（レプリカ）を多数展示している。ほか、映画上映会やコンサート開催など主催事業の充実が挙げられる。

### 相互利用
2015年（平成27年）11月1日、播磨圏域連携中枢都市圏の7市8町にある図書館で相互利用が可能となった。相生市立図書館、加古川市立中央図書館、加古川市立加古川図書館、加古川市立加古川ウェルネス図書館、加古川市立加古川海洋文化センター図書室、高砂市立図書館、加西市立図書館、宍粟市立図書館、ちくさ図書館及び各図書室、たつの市立龍野図書館、たつの市立新宮図書館、たつの市立揖保川図書館、たつの市立御津図書館、姫路市立図書館および各分館、稲美町立図書館、播磨町立図書館、いちかわ図書館、福崎町立図書館、神河町立中央公民館図書室、神河町立神崎公民館図書室、太子町立図書館、上郡町立図書館、佐用町立図書館が対象となっている。この圏域在住者で利用には別途、利用券が必要。

## 施設
4階
展望読書コーナー、吹き抜け空間、グループ室・自習室、グループ室・一般書コーナー、テーマ図書コーナー、特集コーナー、文芸書コーナー、ヤング向けコーナー、レファレンスコーナー、全集・大型本コーナー
3階
展示架、絵本のコーナー、児童書のコーナー、おはなしのへや、上足コーナーパーゴラ、対話室、パソコンコーナー、ビデオ鑑賞コーナー、CDリスニングコーナー、くつろぎのスペース、新聞コーナー、雑誌コーナー
1階
返却ポスト

## 利用案内
- 開館時間 - 10時から18時
- 休館日 - 館内整理日（毎月末日）、年末年始（12月28日～1月4日）、特別整理期間（2月19日～28日）
- 交通アクセス - 北条鉄道北条線北条町駅から徒歩1分